# Trip.com
Trip.com是携程集团旗下的一家在線旅行社，其总部位于新加坡。Trip.com提供机票、酒店、火车票、租车、机场接送、旅游和景点门票的预订服务。Trip.com于2017年10月被携程集团收购。

## 历史
- 1996年，Trip Software Systems首次购入Trip.com這一域名，后来于 1998年以5,000美元的价格將該域名出售给TheTrip.com的创始Antoine Toffa
- 1999年，伽利略国际公司（Galileo International）收购Toffa旗下Trip.com Inc. 19%的股份，并于2000年以2.144亿美元现金加股票的方式收购了Trip.com的剩余股份。
- 2001年，Cendant收购了伽利略（Galileo） ，并将Trip.com与CheapTickets合并成立Trip Network Inc。2003年，Cendant不再运营 Trip.com這一域名。
- 2009年，Orbitz Worldwide恢复使用Trip.com這一品牌。這是一家于2004年被Cendant收购的公司
- 2013 年，Orbitz停止运营Trip.com网站。
- 2015年，Expedia收购了Orbitz Worldwide，同時還收購了Trip.com這一域名。
- 2016年，Gogobot（英语：Gogobot）從Expedia手中收购了Trip.com
- 2017年10月，携程收购了Trip.com [5][6][4][7][8]

## 爭議事件
2024年8月，受巴黎長榮桂冠酒店「五星旗事件」影响，Trip.com立即將長榮桂冠酒店從平台上下架，目前在該平台上已搜尋不到相關住房資訊，此舉遭到台灣民眾反對，質疑其中資背景，並揚言抵制Trip.com。